# シュレック・ヘドウィック
シュレック・ヘドウィック（Schreck Hedwig）は、日本生まれオーストラリア国籍の女性テレビプロデューサーである。テレビ朝日元編成制作局映画センター所属で、日曜洋画劇場、シネマエクスプレス、特撮番組・アニメ番組のプロデューサーを務めた。その後、スポーツ局所属。国際ビジネスセンター所属。現在はイベントプロデュースセンターに所属する。

## 来歴・人物
国際局でドキュメンタリー番組を担当した後、2004年に『特捜戦隊デカレンジャー』のプロデューサーを務める。その際、戸増宝児役の林剛史に正しい英語発音を教えたという。出演者らから「ヘディさん」の愛称で親しまれる。

## プロデュース作品

### アニメ
- 『恋風』
- 『リングにかけろ1』
- 『KURAU Phantom Memory』
- 『ジンキ・エクステンド』
- 『LOVELESS』
- 『タイドライン・ブルー』
- 『IGPX』

### 特撮
- スーパー戦隊シリーズ
  - 『特捜戦隊デカレンジャー』
  - 『魔法戦隊マジレンジャー』
  - 『轟轟戦隊ボウケンジャー』

### 映画
- 「バルトの楽園」（製作委員会）

### バラエティ
- 『テスト・ザ・ネイション』（海外渉外担当、『報道ステーション』制作班によるIQテストの特番）
- テレビ朝日の番組フォーマットを海外販売、主な地域はアジア、ヨーロッパ、アメリカ。

### イベント
- 舞台（SUTRA, ブルーマン、IMY, 銀河鉄道９９９、他）
- 音楽（琉球フェスティバル、４STARS, ホセカレーラス、加山雄三、他）
- 催事（オット・ネーベル展、ルードルフ２世展、ムンク展、ルノアール展、ロボット展、他）